# Pesquería
Pesquería è un comune del Messico, situato nello stato di Nuevo León, il cui capoluogo è la località omonima.
Conta 20.843 abitanti (2010) e ha una estensione di 308,89 km².
Il nome della località significa luogo di pesca e proviene dal fiume omonimo, che attraversa tutto il territorio comunale.